# Pfreimd (Fluss)
Die Pfreimd ist ein etwa 76 km langer Fluss in Tschechien und Deutschland im Oberpfälzer Wald, der nach einem ungefähr südwestlichen Lauf bei der Stadt Pfreimd im Landkreis Schwandorf von links in die Naab mündet. Ihr 20 km lang in Tschechien etwa südlich fließender Oberlauf heißt Kateřinský potok, auf bayerischer Seite läuft er dann noch kurz bis zum Zufluss des Rehlingbachs als Katerinabach weiter, wo der noch 54 km lange Namenslauf beginnt.

## Name
Die ältesten Belege des Namens Pfreimd sind Frimida (1022/23), Frima (1024–1031), Phrime (um 1130; mit der alten Schreibung <ph> für <pf>) und Phrimede (1156). Eine gesicherte Etymologie gibt es nicht. Der Name kann westslawischen Ursprungs sein und mit der Bedeutung „Nebenbach mit trübem Wasser“ übersetzt werden (vgl. dazu die sorbischen Wörter při „bei, an“ und mut „getrübte Flüssigkeit“). Unklar bleibt bei dieser Etymologie jedoch die Herkunft des langen i > ei. Dies bereitet auch den Etymologien Probleme, die den Namen von germ. *prim „Ginster, Pfriemkraut“ ableiten wollen. Der Slavist Heinrich Kunstmann vergleicht den Namen mit dem Inselnamen Premuda, was er von lat. prīmus „erster“ ableitet. Jedoch bleibt das Suffix -da hier ungeklärt, ebenso wie die genaue Vermittlung des lateinischen Namens. Die Linguisten Greule und Janka rekonstruieren auf Basis der Belege aus dem 11. Jahrhundert das germanische Hydronym *Frīma, wovon das Toponym *Frīmida abgeleitet wurde. Diese Grundform des Fluss- und Ortsnamens wurde in das Slawische als *Primьda übernommen, das Etymon des tschechischen Přimda. Die heutige Aussprache mit pf- und die tschechische Aussprache mit p- spricht jedoch klar gegen die Authentizität der Namensvarianten mit f-. Es ist eher anzunehmen, dass <f> hier eine Schreibvariante von <pf> ist.
Der Fluss gab der Stadt Pfreimd ihren Namen.

## Geographie

### Verlauf
Die Pfreimd entspringt anderthalb Kilometer südöstlich von Lesná u Tachova. Auf ihrem 20 km
langen Oberlauf in Tschechien trägt sie den Namen Kateřinský potok (Katharinabach). Der Bach verläuft westlich von Žebráky, fließt zwischen Hošťka und Rozvadov hindurch. Bei Rozcestí wird er von der Dálnice 5 überbrückt. Auf böhmischer Seite liegen die Kateřinské Chalupy und der namensgebende Ort Svatá Kateřina (St. Katharina). Drei Kilometer südwestlich von Diana fließt der Bach westwärts auf bayerisches Gebiet, wo er zunächst noch Katharinabach heißt und nach dem Zufluss des Rehlingbachs von rechts am Staatsgut Pfrentschweiher den Namen Pfreimd trägt. Bei Pfrentsch wurde der Bach im 14. Jahrhundert zum Pfrentschweiher aufgestaut; der Fischteich ist seit 1840 trockengelegt.
Die Pfreimd verläuft zunächst westlich weiter bis zu ihrem bedeutendsten Zufluss Zottbach aus dem Norden beim Dorf Lohma südlich der Stadt Pleystein, der ebenfalls in Tschechien entspringt. Hier nimmt sie einen windungsreichen Südwestkurs auf.
Sie passiert die Ortschaften Moosbach, Altentreswitz und Böhmischbruck. In Böhmischbruck mündet der Uchabach von links in die Pfreimd. Dann fließt sie durch den Pfreimdstausee Kainzmühle.
Nördlich von Trausnitz verlässt die Pfreimd den Landkreis Neustadt an der Waldnaab und wechselt in den Landkreis Schwandorf. Bei Trausnitz wird sie zur Trausnitztalsperre aufgestaut.
Am Nordrand von Pfreimd mündet sie mit einem mittleren Abfluss von 6,0 m³/s von links in die Naab (hier knapp 20 m³/s).

### Einzugsgebiet

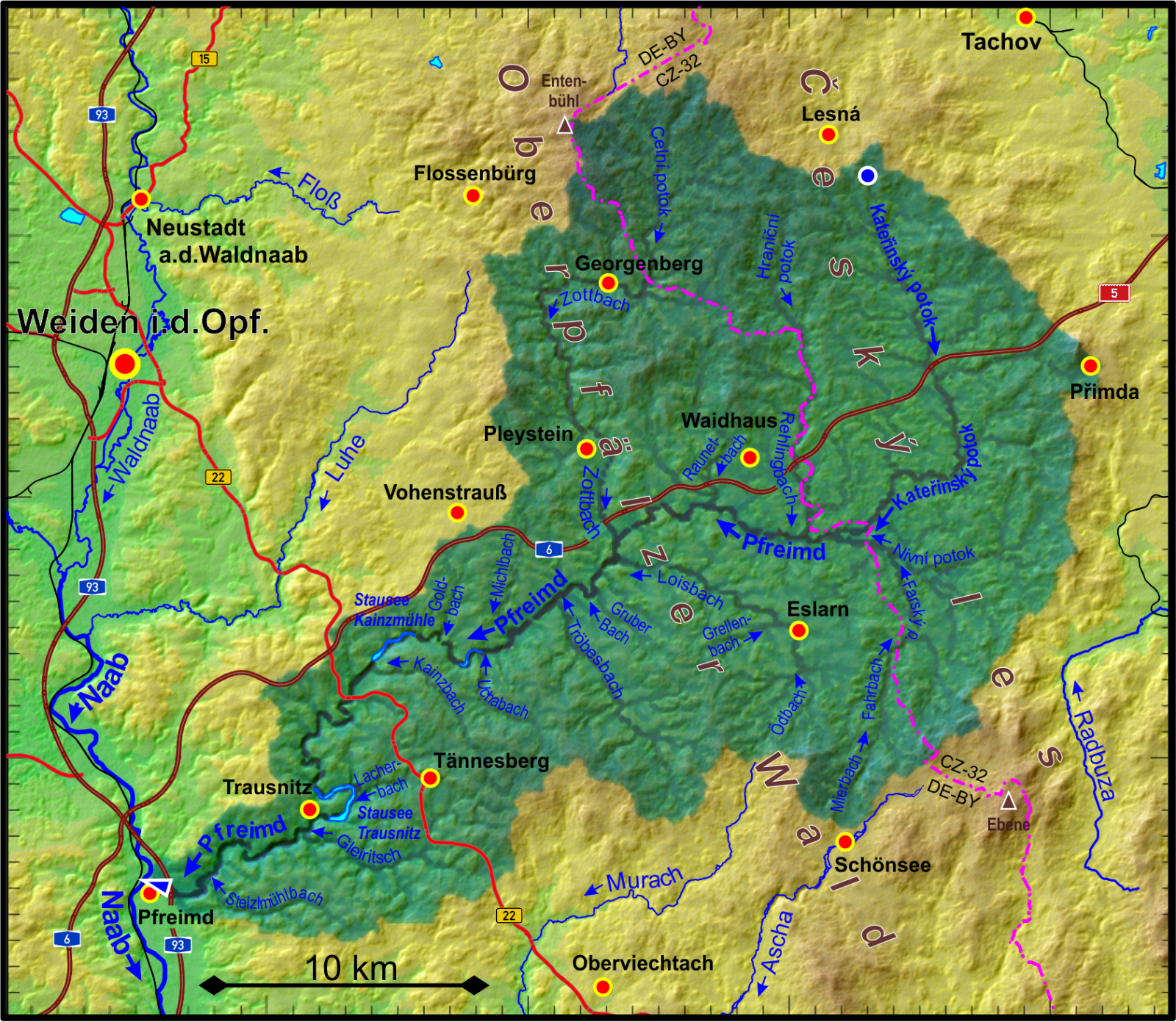
Einzugsgebiet der Pfreimd

Die Pfreimd entwässert weite Teile des nördlichen Oberpfälzer Waldes in Bayern und den nordwestlichen Böhmerwald (Český les) in Tschechien. Das Einzugsgebiet des Flusssystems der Pfreimd auf tschechischer Seite umfasst 211 km², über den Kateřinský potok entwässern davon etwa 104 km², die diesen im Mittel 0,71 m³/s Wasser über die tschechisch-deutschen Grenze führen lassen. Auf bayerischer Seite entwässert die Pfreimd weitere 384 km².
Die nördliche und östliche Wasserscheide in Tschechien verläuft vor dem Einzugsgebiet der Mies, die südöstliche und südliche vor dem der Radbuza, die beiden sind der linke und rechte Oberlauf der über die Moldau zur Elbe entwässernden Berounka. In Tschechien grenzt das Einzugsgebiet der Pfreimd also an die Europäische Hauptwasserscheide zwischen Donau und Elbe, auf bayerischer Seite an das Einzugsgebiet ihres eigenen Vorfluters Naab.
Im Süden konkurrieren nacheinander Ascha, Murach, Katzbach und kleinere Zuflüsse, die über die Schwarzach zur Naab entwässern, zuletzt gegen die Mündung hin nur deren kleinere Zuflüsse.
An der rechten Wasserscheide im Nordwesten folgt auf kleinere Zuflüsse der oberen Naab das Einzugsgebiet der Luhe, zuletzt hinter einem kleinen Abschnitt der nordnordwestlichen Wasserscheide bis zur Grenze das der Floß, die über den Quellfluss Waldnaab ebenfalls der oberen Naab zufließt.

### Zuflüsse
Von der Quelle zur Mündung. Auswahl. Richtungsangaben jeweils mit Bezug auf den Gesamtlauf Ursprung–Mündung, einschließlich der Oberläufe.
Oberlauf in Tschechien, dort Kateřinský potok genannt.
- Žebrácký potok (Petlarnbach), von links und Osten nahe bei Žebráky
- Lesní potok (Waldbach), von rechts und Nordwesten kurz nach dem vorigen
- Mrtvý potok (Kollingbach), von rechts zwischen Žebrácký Žďár und Hošťka
- Jezevčí potok, von rechts und Westnordwesten bei Rozcestí
- Václavský potok (Hochofenbach), von links und Nordosten bei Svatá Kateřina
- Apolenský potok (Apolloniabach), von links und Osten vor Diana
- Jelení potok (Tieflohbach), von rechts und Norden nach Rybničná und vor der bayerischen Grenze

Kurzes Laufstück in Bayern, dort Katherinabach genannt.
- Natschbach, in Tschechien Nivní potok, von links und Osten gleich nach dem Grenzübertritt, 8,7 km und 59,5 km²
- Rehlingbach, in Tschechien und als Grenzbach auch Hraniční potok, von rechts und Norden am Staatsgut Pfrentschweiher, Markt Eslarn, 22,6 km und 42,5 km²

Ab diesem Zufluss heißt das Gewässer nun Pfreimd.
- Raunetbach, von rechts und Norden auf 491 m ü. NHN nach Passieren der Hörlmühle von Markt Waidhaus, 8,2 km und 23,1 km².
- Zottbach, in Tschechien Celní potok, von rechts und Norden bei Lohma, 28,9 km und 98,6 km².
- Loisbach, von links und Südosten auf 481 m ü. NHN an der Hechtlmühle von Markt Moosbach, 15,2 km und 45,1 km².
- Gruber Bach, von links und Südosten zwischen Strehberg und Markt Moosbach selbst, 3,8 km und 4,4 km².
- Fahrnbach, von rechts und Nordnordwesten auf 475 m ü. NHN vor Burgtreswitz, 2,3 km und 3,3 km².
- Tröbesbach, von links und Südsüdosten auf 475 m ü. NHN nach Burgtreswitz, 11,6 km und 32,7 km².
- Michlbach, von rechts und Norden an der Wastlmühle von Vohenstrauß, 5,6 km und 8,4 km².
- Bärenwinkelbach, von links und Südsüdosten am Ortsanfang von Böhmischbruck, ca. 1,4 km und ca. 1,3 km².
- Uchabach, von links und Südsüdosten in Böhmischbruck, 7,2 km und 10,6 km².
- Goldbach, von rechts und Norden nach Vohenstrauß-Goldbachschleife, ca. 3,7 km und 6,0 km².
Durchläuft danach bald den Pfreimdstausee Kainzmühle.
- Kaltenbaumbach, von rechts und Nordwesten auf 458 m ü. NHN im Pfreimdstausee, ca. 1,5 km und ca. 1,1 km².
- Kainzbach, von links und Südosten zwischen Pfreimdstausee und der Kainzmühle von Markt Tännesberg, 9,2 km und 8,8 km².
- Schleußbach (!), von rechts und Norden bei Kleßberg, Markt Leuchtenberg, ca. 2,1 km und ca. 3,0 km².
- Eilbach, von links und Osten nach Tännesberg-Fischerhammer, ca. 2,6 km und ca. 3,4 km².
- Holzerbach, von rechts und Nordwesten gegenüber von Tännesberg-Weinrieth, ca. 1,2 km und ca. 1,1 km².
- Dreiherrenbach, von rechts und Westen bei Söllitz, Gemeinde Trausnitz, ca. 1,1 km und ca. 0,9 km².
Durchfließt danach den Pfreimdstausee Trausnitz.
- Schleußbach (!), von links und Norden im Pfreimdstausee Trausnitz bei Reisach, Gemeinde Trausnitz, ca. 1,6 km und ca. 1,9 km².
- Lacherbach, von links und Nordosten im Pfreimdstausee Trausnitz, 4,4 km (mit rechten Oberlauf Hennerbach) und 9,4 km².
- Gleiritsch, von links und Osten auf gegenüber Trausnitz-Kaltenthal, 9,9 km und 28,8 km².
- Lindenlohbach, von links und Ostsüdosten, ca. 1,6 km und ca. 0,9 km².
- Stelzlmühlbach, von links und Ostsüdosten gegenüber Pfreimd-Oberpfreimd, 7,7 km und 10,2 km².

## Bildergalerie

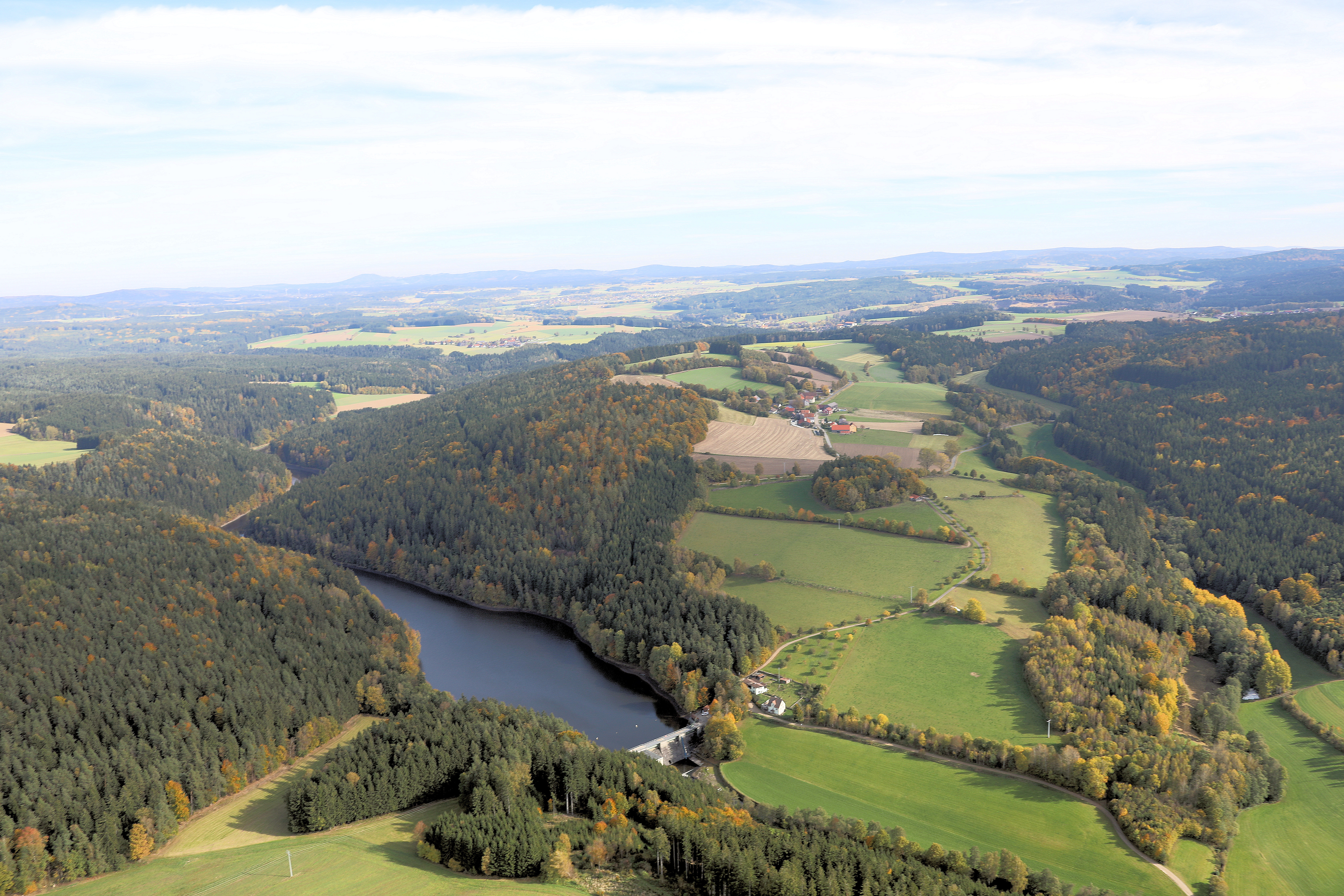
Kainzmühlsperre
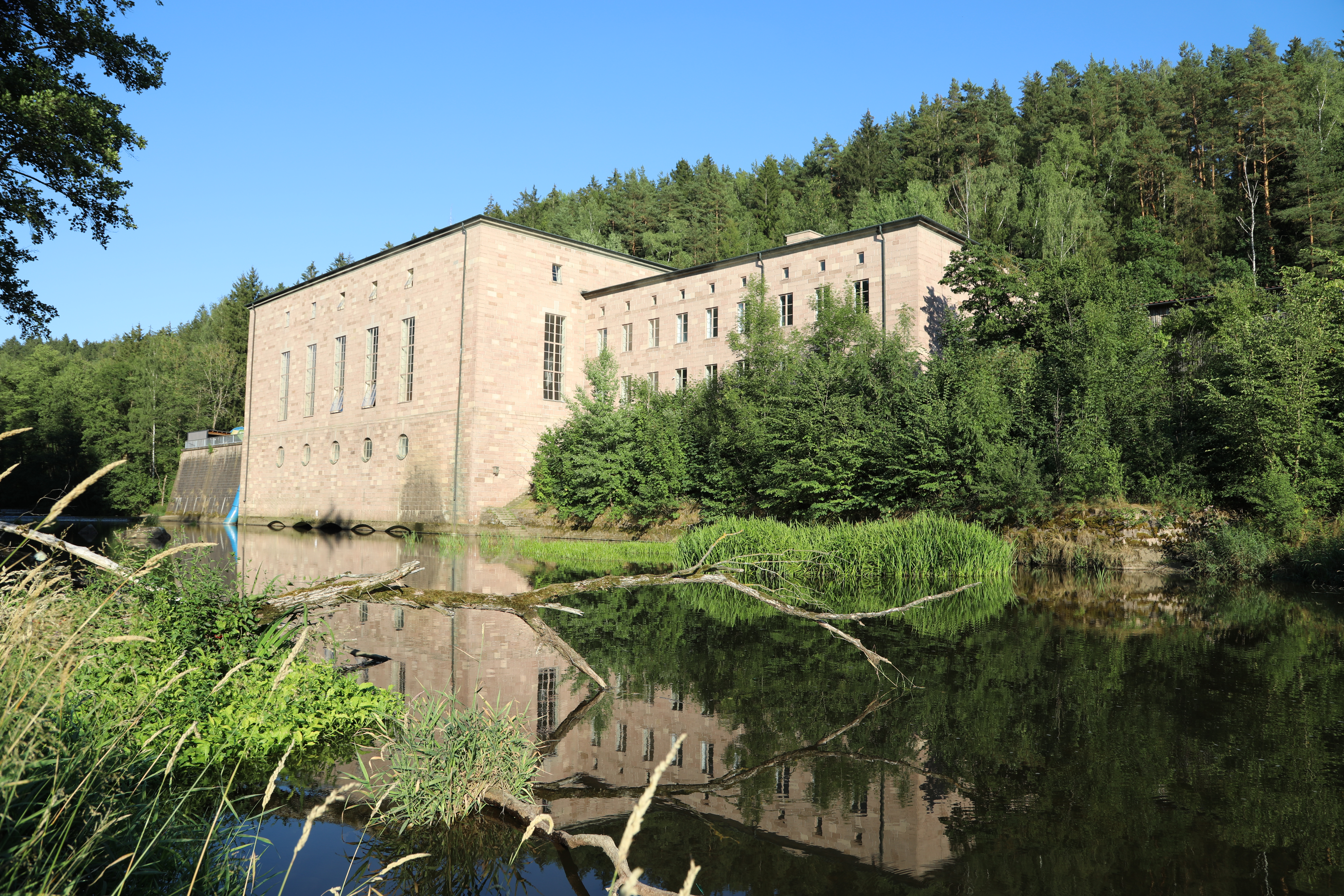
Tanzmühle
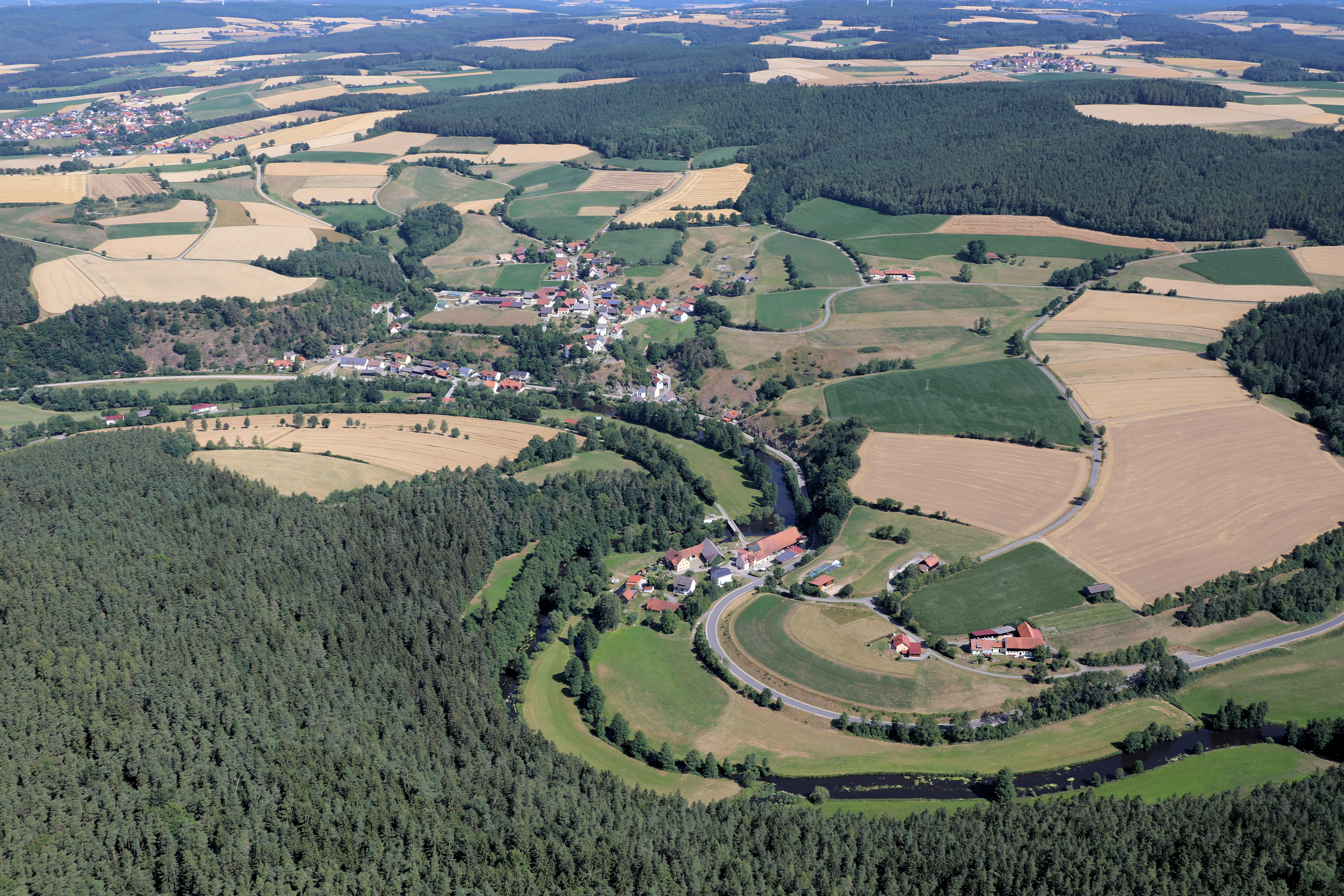
Talschlinge bei Gnötzendorf und Stein